# Polystichum pseudobraunii
Polystichum pseudobraunii är en träjonväxtart som beskrevs av Fraser-jenk. Polystichum pseudobraunii ingår i släktet Polystichum och familjen Dryopteridaceae. Inga underarter finns listade.